# Madjoari
Pour le département, voir Madjoari (département).
Madjoari est une localité et le chef-lieu du département de Madjoari dans la province de la Kompienga de la région Est au Burkina Faso.

## Géographie

### Situation et environnement
Madjoari est situé à environ 115 km au Sud-Est de Fada N'Gourma, le chef-lieu de la région.

### Démographie
- En 2006, le village comptait 1 518 habitants recensés[1].

## Transports
Le village est traversé par la route nationale 19 et se trouve à environ 15 km au Nord de la frontière béninoise.

## Santé et éducation
Madjoari accueille un centre de santé et de promotion sociale (CSPS).